# Alea iacta est
Alea iacta est（也作 iacta alea est，alea jacta est；读音：[ˈaːlea ‘jakta est]），是尤利烏斯·凱撒的名言，意为「骰子已被掷下」。前49年1月10日，在反复权衡之后，凱撒带兵渡过了卢比孔河，对庞培和元老院宣战。在渡河前，凱撒说出了这句话。
凱撒渡过卢比孔河的决定意味着他不胜即会身败名裂，因此在英语以及很多西方語言由此衍生出了有關的谚语「cross the Rubicon」（跨過盧比孔），意为“作出没有退路的决定”，類似成語破釜沉舟的意思。